# 阿布扎比地标塔
阿布扎比地标塔，是阿联酋阿布扎比的一座摩天大樓，高324公尺、72層樓，於2006年動工、2013年完工，為阿布扎比第三高樓。